# Ян Гуйфей
Ян Ґуйфей, або Янг Ґуйфей (кит.: 杨贵妃, yáng guìfēi; 26 червня 719 — 15 липня 756) — улюблена наложниця танського імператора Сюань-цзуна. Одна з чотирьох найкрасивіших жінок в історії Китаю. Палке і рокове кохання до неї імператора стало прологом до кризи династії Тан. Представниця роду Ян («тополя»). Народилася в провінції Пу, повіті Йонгле (сучасна провінція Шаньсі, повіт Жуйчен). Найменша донька шуського управителя Яна Сюаньяна. Славилася вродою, була чудовою співачкою і танцівницею, добре грала на лютні. 735 року стала наложницею танського спадкоємця престолу, 18-річного Лі Хена (кит.: 肅宗). Згодом сподобалася його батькові, імператору Сюань-цзуну, який забрав її до свого гарему. 745 року отримала титул другої імператорської дружини (ґуйфей), перетворилася на ключову особу при дворі. Сприяла просуванню своїх родичів на високі посади. Спричинилася до морального занепаду Сюань-цзюна, який закинув державне управління і розтринькав державну скарбницю. Під час повстання Ань Лушаня була змушена тікати разом із імператором до Сичуані. По дорозі страчена разом із братом солдатами Сюань-цзуна, які вимагали її смерті. Завдяки романтичній і трагічній історії свого кохання оспівана в багатьох китайських та східноазійських творах літератури, образотворчого і театрального мистецтва, кіно тощо. Зокрема, є головною героїнею поеми «Вічний сум» Бо Цзюйі. У пізнішій літературі прозвана «красунею, що завалила державу».

## Імена
- Ян / Янг Ґуйфей (кит.: 杨贵妃, 楊貴妃, yáng guìfēi) — Ян, друга дружина імператора; прізвище з придворним титулом.
- Ян / Янг Юйхуа́нь (кит.: 杨玉环, 楊玉環, yùhuán «нефритове колечко») — прізвище і особове ім'я.
- Тайчжен (кит.: 太真, tàizhēn) — даоське ім'я
- У пізнішій літературі прозвана «красунею, що завалила державу» (傾国美人).

## Біографія

### Ранні роки
Ян Юйхуань народилася в 719 році за часів династії Тан, на початку царювання імператора Сюань-цзуна. Її прапрадід Ян Ван кит.: (杨 汪) був однією з ключових осіб під час правління імператора Ян Сунь, і, після падіння династії Суй, претендував на головні посади під час династії Суй. Був убитий, коли проходив процес становлення династії Тан. Ян Ван був із Вейнань (Шаньсі), але його родина згодом переїхала до Юнле кит.: (永乐), (сучасний Юйлінь, Шаньсі).
Батько, Ян Хуаньян кит.: (杨玄琰) служив переписчиком у префектурі Шу кит.: (蜀 州), в сучасному Ченду, (провінція Сичуань), куди родина вирушила разом з ним. В сім'ї було чотири доньки.
Ян рано залишившись сиротою, на відміну від більшості сучасниць зуміла усвідомити себе особистістю. Виховуючись у багатому будинку дядька, отримала чудову освіту, навчилася писати вірші, співати і грати на музичних інструментах, грати в шахи, їздити верхи. У даоському монастирі вона мала можливість займатися психотренінгом, накопиченням «життєвої енергії», дізналася про секрети «дао любові», а в гаремі вісімнадцятого сина імператора — познайомитися з мистецтвом палацової інтриги.
Коли дівчині виповнилося шістнадцять років, дядько віддав — а фактично продав  Ян Юйхуань в дружини принцові Лі Хену. За це він отримав довічну пенсію та почесне звання «родича імператора». В 736 році відбулося весілля, і Юйхуань увійшла в покої палацу в Чан'ань, який вона могла покинути тільки після смерті — своєї або чоловіка. В останньому випадку її чекало ув'язнення в одному з буддійських монастирів. Але життя розпорядилося інакше. Як кажуть в Китаї, жінка зловила за хвіст золотого фенікса. Частково, це було заслугою хитрого євнуха Гао Ліші, який для зміцнення свого впливу вирішив показати імператору юну красуню, прекрасно розуміючи, що вона не може не сподобатися. Такі спроби він робив не раз, але лише з Юйхуань євнух «потрапив в яблучко». Не маловажну роль відіграло те, що це була не просто «красива лялька», а Ян мала вроджені здібності і отримала достатню освіту в домі дядька.

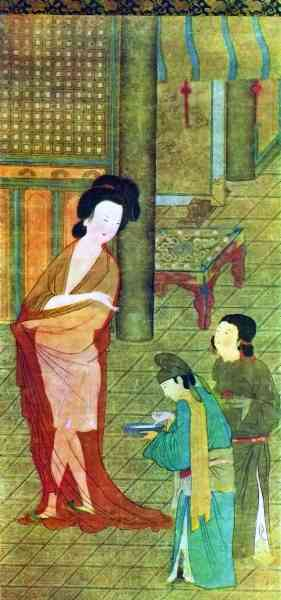
Чжоу Фан «Ян Гуйфей після купання»

### Фаворитка імператора

#### Знайомство
В 739 році євнух зазвав Сюань-цзуна в палацову купальню, де купалася невідома юна красуня. Це не вважалося порушенням етикету: Син Неба міг входити куди завгодно. Ховаючись за бамбуковою ширмою, імператор спостерігав за незнайомкою, яка здалася йому прекрасною: густі чорні волосся, червоні губи, молочно-біла шкіра, повнотіла, але імператору подобалися такі красуні. Проте, дівчина здогадалась, що за нею стежать, і перед тим, як взяти з рук служниці шовковий халат, вона кинула в бік ширми лукавий погляд, що вразив Сюань-цзуна в саме серце.
Поет Бо Цзюйі так описав цей момент:
| рос. «Опершись на прислужниц, она поднялась — О, бессильная нежность сама! И тогда-то впервые пролился над ней Государевых милостей дождь». |

Імператору було вже за 50, тоді як їй не було й 20. Після цього імператор закликав Гао Ліші і звелів дізнатися все про неї. Євнух був готовий до такого запитання і повідомив, що це Ян Юйхуань, дев'ятнадцятирічна дружина його сина Лі Хена, з якою він живе три роки. Можливо Сюань-цзун зустрічав її на палацових прийомах, куди жінки з'являлися дуже рідко, проте пишне вбрання та макіяж на прийомі не дозволили її впізнати.

#### Любов імператора

Ян Гуйфей та імператор

Зустріч з красунею позбавила імператора спокою, забувши про справи держави і про похід проти кочівників, який готувався, він думав тільки про одне: як би заполучити красуню в свій гарем. Вихід придумала вона сама, повідомивши чоловікові, що хоче піти в монастир. Це була єдина можливість, коли знатна китаянка могла домогтися розірвання шлюбу, але в такому випадку вона позбавлялася всього майна. Принцесі поголили голову і дали чернече ім'я Тайчжень — «Вища істина». Очевидно, вона знайшла спосіб заздалегідь домовитися з закоханим імператором, оскільки її не відправили в далеку обитель, а поселили тут же в палаці, щоб вона разом з іншими черницями молилася за здоров'я імператора.
Уже через кілька днів Сюань-цзун зміг здійснити свою мрію і зустрітися з «Вищою істиною». Молитви черниці Тайчжень виявилися чудодійними: здоров'я 55-річного імператора помітно покращилось. Вдень він з подвоєною енергією займався справами, а ввечері прямував до павільйону, де серед запалених курильниць його чекала чарівна черниця. Звичайно, всі знали, де государ проводить ночі, проте, це тривало цілих п'ять років, поки принцу Лі Хену не знайшли нову дружину. Після цього Сюань-цзун офіційно ввів кохану до свого палацу, присвоївши їй звання Гуйфей — «Дорогоцінна дружина», як здавна іменували улюблену наложницю імператора. Справжньою дружиною вона стати не сподівалася, оскільки вже була одружена. До того ж вона не могла мати дітей, але на імператорські почуття це не мало впливу: у нього вже було 27 синів від різних дружин і наложниць.
Серед китайського народу отримала популярність така легенда. Одного разу пізно восени імператор Сюань-цзун і наложниця Ян Гуйфей милувалися лотосами, які розпустилися на озері Тайечі поблизу Палацу Найбільшої Ясності. Дивлячись на квіти, імператор сказав, що «хоч лотоси дуже красиві, але вони не можуть зрівнятися своєю красою з красою наложниці Ян Гуйфей, тому що квіти не можуть мислити».

#### Подарунки для коханої

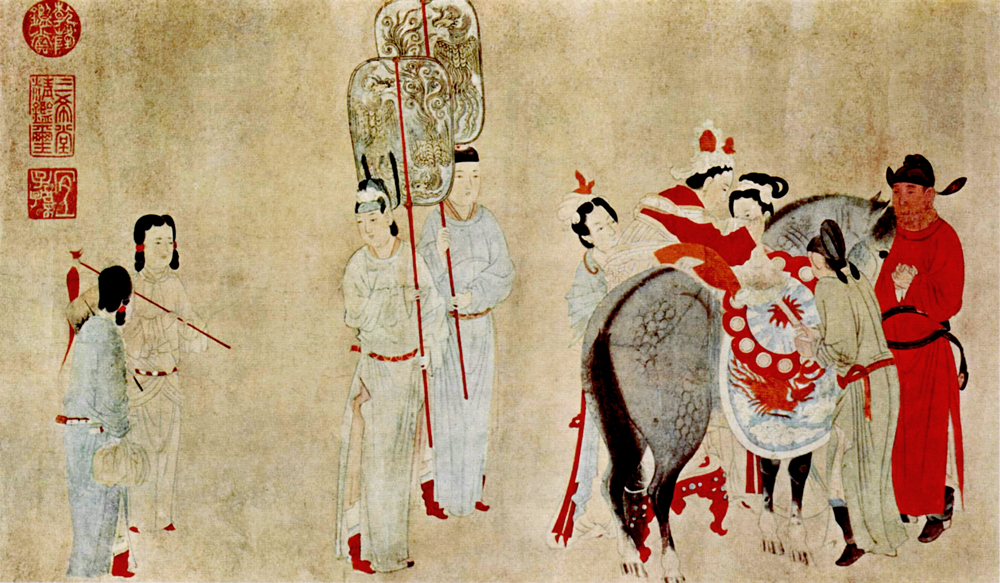
Подорож Ян Гуйфей на коні (1250—1300)

Китайські історики пишуть про Гуйфей по-різному. Одні вважають її безвольною іграшкою в руках придворних клік, інші — підступною інтриганкою, яка принесла державу в жертву своїм амбіціям. Проте її любов до імператора була щирою. Вона оточила Сюань-цзуна нескінченною ласкою і турботою.
|  | «... І у весняній прогулянці завжди вона з ним, і ночами оберігає його сон». |

Щоб зберегти здоров'я немолодого коханого, вона склала для нього лікувальну дієту, від якої збереглися деякі рецепти. Наприклад, імператору готували молоді пагони бамбука, смажені на меду. Сама Гуйфей підтримувала здоров'я за допомогою кислуватих зелених плодів лічжі (лічі). Вони росли тільки на півдні, в горах Сичуань. За ними Сюань-цзун відряджав спеціальних гінців, які щодня за сотні чі доставляли до сніданку фаворитки кошик стиглих фруктів.
Ця примха була не найневинніша. Практично всі її провінційні родичі зайняли посади при дворі, а сестри стали фрейлінами і одружилися з принцами. Крісло першого міністра дісталося ще одному родичу фаворитки — Ян Гочжуну. Він швидко опанував «науку» здирства, вимагаючи хабарів від усіх чиновників, які претендують на посади. Всупереч волі імператора високі посади діставалися не знаючим людям, а багатим невігласам. Казна почала швидко порожніти, податки з неї витікали в кишені сімейства Ян і головного євнуха, який прилучився до них. Щоб компенсувати втрати, влада збільшувала податковий тягар, викликаючи невдоволення. Про скарги народу свідчить Бо Цзюйі:
| рос. «С наших тел сдирают последний лоскут, Из наших ртов вырывают последний кусок! Терзают людей, отнимают добро Шакалы и злые волки! Почему эти крючья-когти, почему эти пилы-зубы Пожирают людское мясо?». |

Знаходилися ті, хто намагався поскаржитися імператору на всевладдя сімейства Ян, але той нічого не хотів слухати. Кілька разів він все ж викликав кохану на відверту розмову, але вона, відчуваючи свою силу, не збиралася поступатися. Двічі вона покидала палац і їхала в рідний повіт, але ще до прибуття на місце її наздоганяв імператорський гонець з проханням скоріше повернутися. І з її прибуттям члени клану отримували нові посади, а скаржників кидали до в'язниці, прирікаючи на голодну смерть. Одні придворні шепотіли безсилі прокляття знахабнілій фаворитці, а інші ростили красунь-дочок в надії, що колись вони замінять її при дворі.

### Смерть Ян Гуйфей

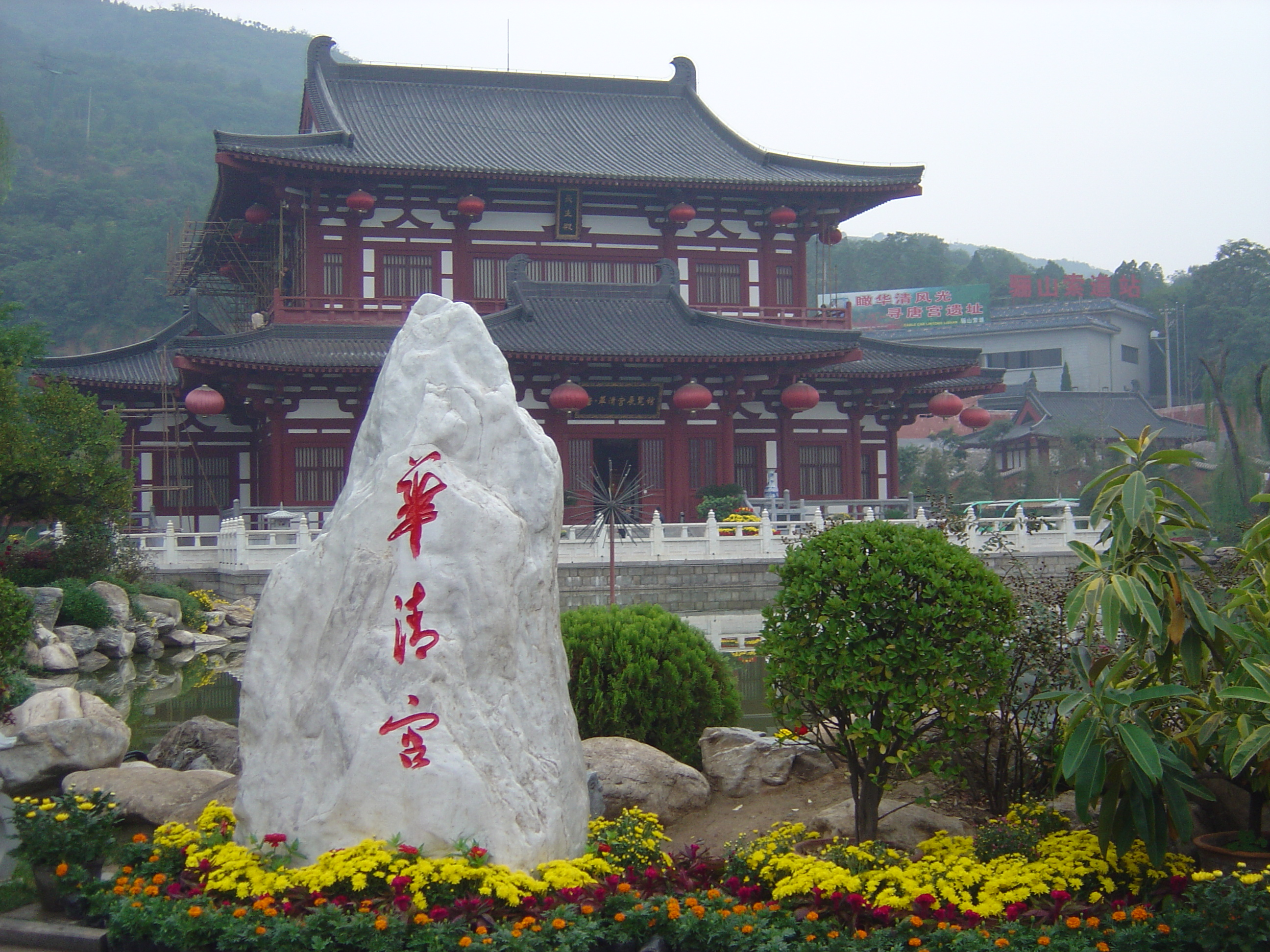
Хуацін — палац фаворитки

В цей час на кордонах країни назрівала війна. Тангути об'єдналися з Тибетом і перерізали Великий шовковий шлях, який пов'язував Китай з зовнішнім світом. Армії, які були насильно мобілізовані із селян, рухалися на захід і гинули там від стріл кочівників і пустельних бурь. Для боротьби з ворогами китайці залучали на службу воїнів з кочових племен, призначаючи їх генералами і навіть військовими губернаторами (цзєдуши). Саме до таких найманців переходила влада на околицях Китаю. Одним з них був Ань Лушань, тюрок за походженням, який зробив кар'єру при столичному дворі. Він і його однодумці переконували Сюань-цзуна, що перемога близька, але потрібно зібрати ще більше податків і мобілізувати ще більше солдатів. Проте, це мало хвилювало імператора. На прохання коханої він звів у горах Лішань на захід від Чан'ань чудовий палац Хуацін, де на гарячих джерелах були збудовані купальні, в яких хлюпосталися Гуйфей і її сестри, а імператор за старим звичаєм спостерігав за ними з високої альтанки. Знатних гостей пригощали вишуканими стравами: «супом з верблюжого копита», а «на дорогах — кістки мерців» — з обуренням писав поет Ду Фу.

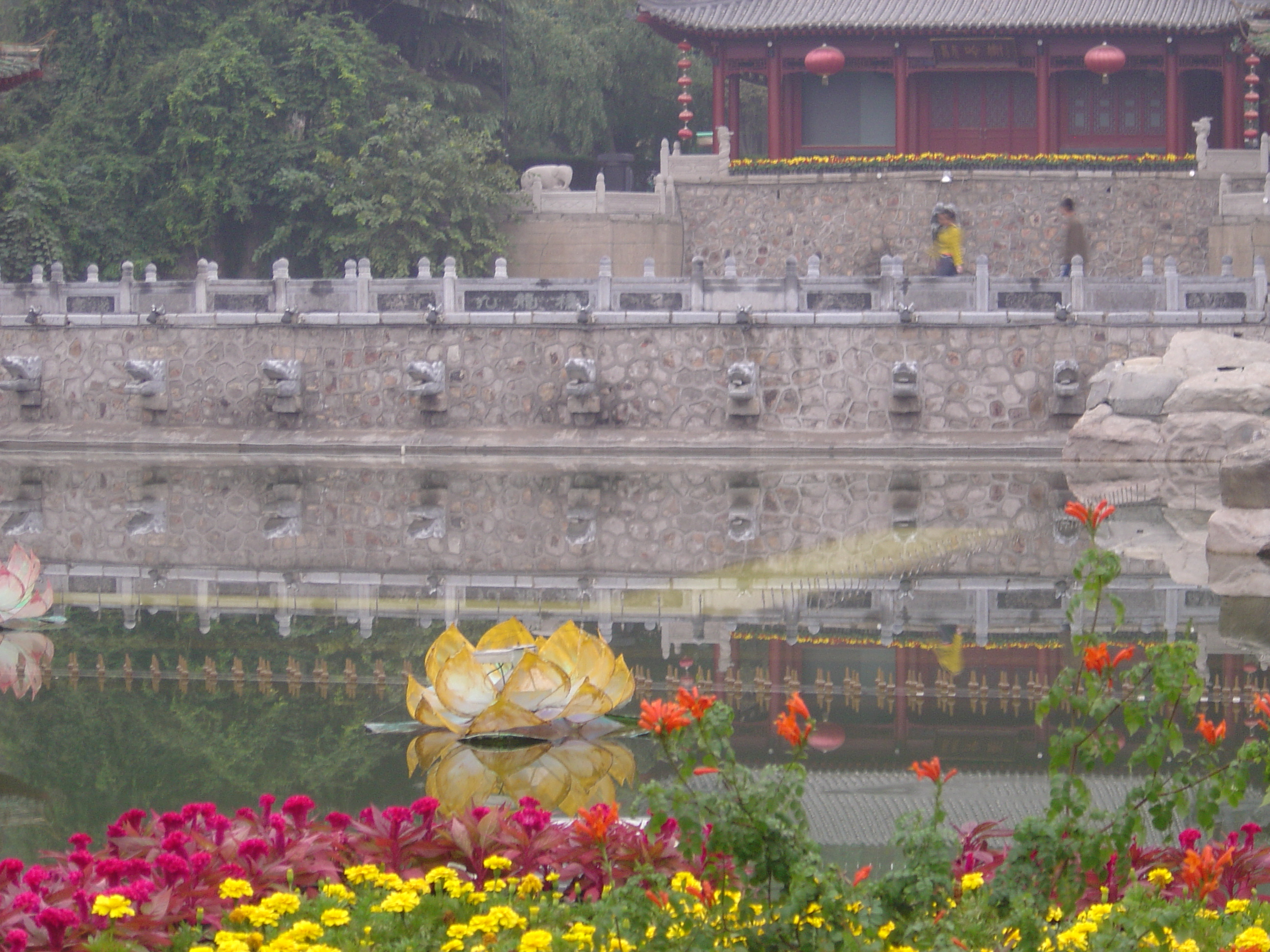
Хуацін, купальні

Оберігаючи репутацію мецената, Сюань-цзун тимчасово прощав такі випади. Та через деякий час за ґрати було посаджено Лі Бо, а Ду Фу, який тепер жив не при дворі, а в селі, ховав помираючих від голоду дітей.
Проте, імператор думав як врятувати себе і кохану під час заколоту Ань Лушаня, про якого говорили, що він також був не байдужий до Ян. Ань Лушань звинуватив імператора, що той забув про благо підданих, захопившись чарами фаворитки і напав на столицю, розгромивши її. Це змусило Сюань-цзуна разом з Ян Гуйфей та іншими придворними втікати на південь.  Дорогою солдати почали нарікати, звинувачуючи у всьому фаворитку, підтверджуючи те, що вона зі своїми родичами розграбувала казну і, що через неї спалахнув заколот. Її звинувачували в чаклунстві, за допомогою якого вона приворожила імператора, додаючи, що красу свою підтримувала з допомогою зілля з людської крові.
15 липня 756 року на заставі Мавей в провінції Сичуань вибухнув відкритий заколот. Солдати зажадали видачі фаворитки. Після півгодини напруженого очікування двоє слуг винесли з воріт будинку тіло Ян Гуйфей. Гао Ліші, який вийшов слідком, оголосив, що «Дорогоцінна дружина» наклала на себе руки. Існують думки, що її задушив сам євнух, який мріяв піднятися вище сім'ї Ян. Це видовище змусило імператора втратити свідомість:
| рос. «Рукавом заслоняет лицо государь, Сам бессильный от смерти спасти. Обернулся, и хлынули слезы и кровь Из его исстрадавшихся глаз». |

Скорбота імператора була такою великою, що це вразило заколотників і вони без перешкод доставили його в Сичуань, де тимчасово розмістився двір. Там Сюань-цзун підписав указ про передачу влади Лі Хену, який став відтепер імператором. Чан'ань довелося віддати ворогам, і новий государ вирушив на схід збирати армію. Через рік, коли Ань Лушань був убитий кимось зі своїх соратників, імператорські війська відбили столицю. Повертаючись з вигнання, Сюань-цзун зупинився на заставі Мавей і спробував знайти могилу коханої, але — марно: вона була знищена або руками грабіжників, або лісовими звірами. Повалений імператор Сюань-цзун помер у травні 762 року, як в'язень свого сина, який добре засвоїв уроки боротьби за владу.
За іншою легендою, перебуваючи в безвихідному становищі, Ян Гуйфей повісилася на грушевому дереві перед молитовнею буддійського храму. Тоді їй було всього 38 років. Говорять, що після смерті Ян Гуйфей одна стара, що проходила повз те місце, де повісилася Ян Гуйфей, взяла туфлі небіжчиці. Ці туфлі вона показувала кожному, хто був готовий заплатити 100 цяней. Кажуть, що завдяки цьому заповзятлива стара швидко розбагатіла.
Дехто вважає, що повісилася не наложниця, а її двійник. Саме цієї думки дотримується відомий китайський вчений-літературознавець, що займається вивченням роману «Сон в червоному теремі», Юй Бопін. Він вважає, що в той час померла зовсім не Ян Гуйфей, а її придворна служниця. А сама колишня фаворитка виїхала до Японії. Разом з нею поїхали її невістка, тобто дружина сина Ян Гочжуна і його онук. За переказами, під час поневірянь в Японії наложниця Ян Гуйфей допомогла опальному японському імператорові придушити палацовий переворот. Досі в Японії з повагою ставляться до місця поховання китайської наложниці Ян Гуйфей. Похована Ян Гуйфей, за цими переказами, в Цзюцзінь. Нині в цьому місті існує знаменита башта Улун, що складається з п'яти невеликих кам'яних флігелів. Переказ свідчить, що саме під склепінням цієї башти і похована знаменита наложниця. Перед склепом з її прахом були поставлені дві дерев'яні меморіальні дошки з епітафіями в пам'ять про наложницю.

## Література

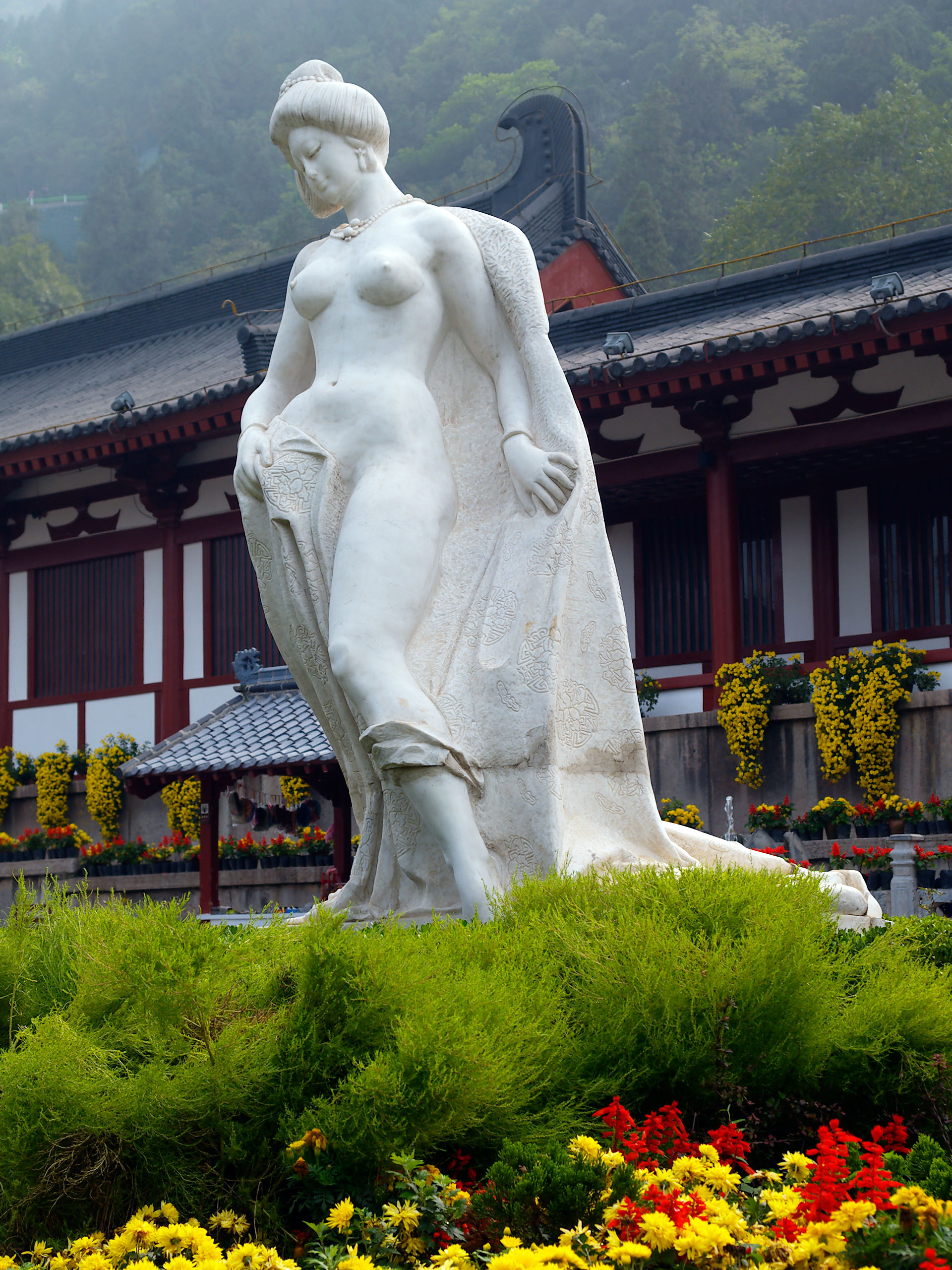
Статуя Ян Гуйфей біля купалень в Хуанці

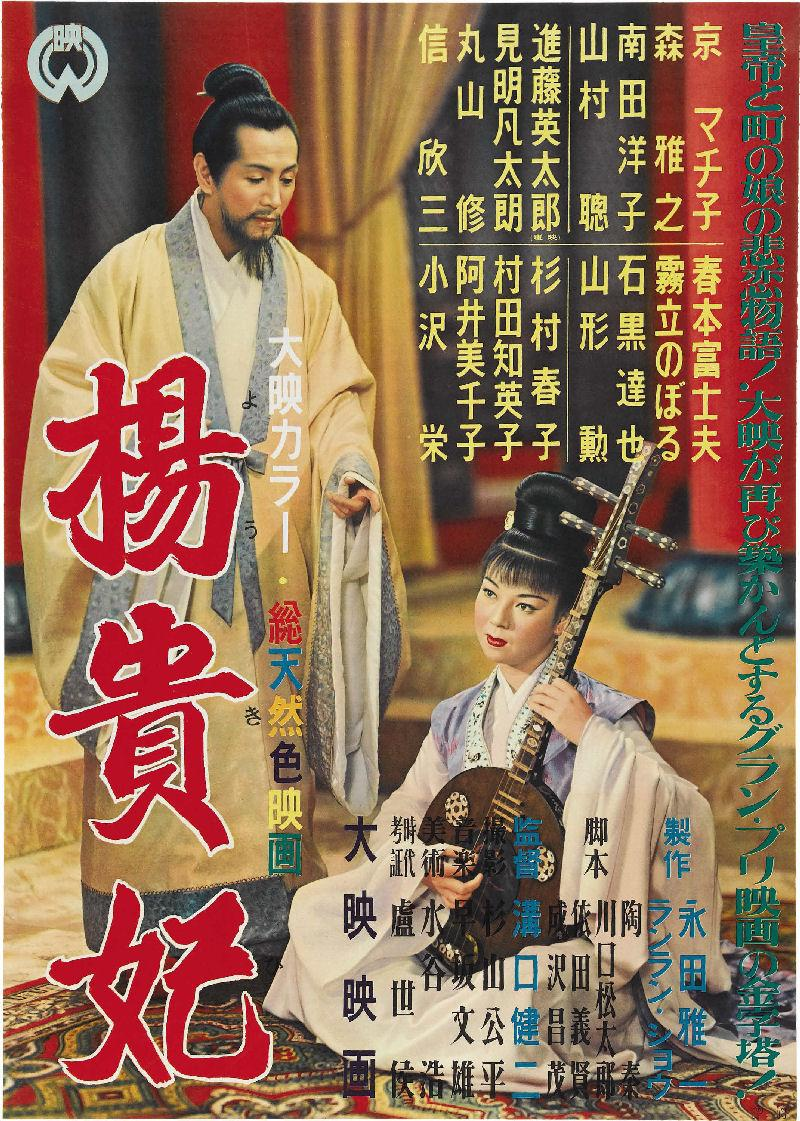
Постер японського фільму «Принцеса Ян Гуйфей» (1955)

## Кінематограф
У 1962 році вийшов фільм Янг Квей Фей (Yang Kwei Fei), режисером якого був Хань Хсіанг Лі.
Навесні 2010 року на азійських телеекранах демонструвався серіал "Таємна історія «Ян Гуйфей», що дозволив ще раз долучитися до історії любові, яка приголомшує Небо і Землю.

## Театр
Образ Ян Гуйфей зацікавив і театралів, зокрема японський театр Кабукі. Так, у 1994 році театром була поставлена танцювальна п'єса «Ян Гуйфей» (Йокіхі).

## Галерея

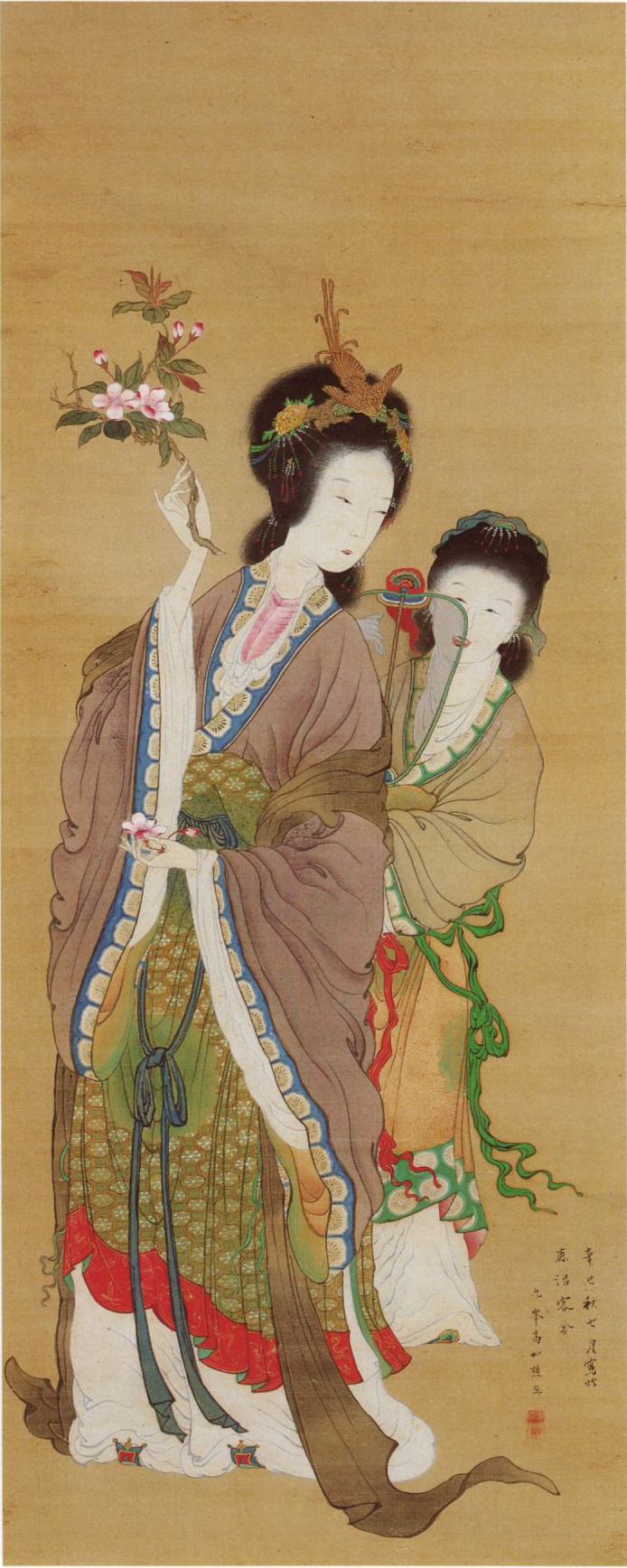
Ян Гуйфей. Такако Айгай, 1821 рік.
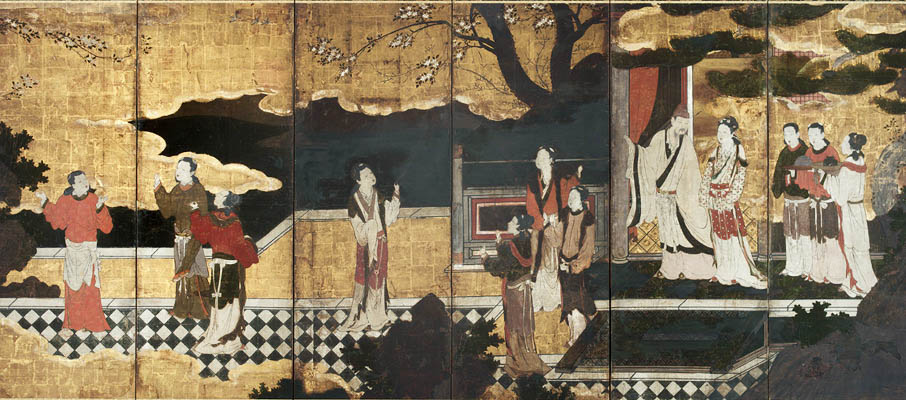
Сюань-цзун і його наложниця Ян Гуйфей з обслугою на терасі. Кано Ейтоку (1543-1590).
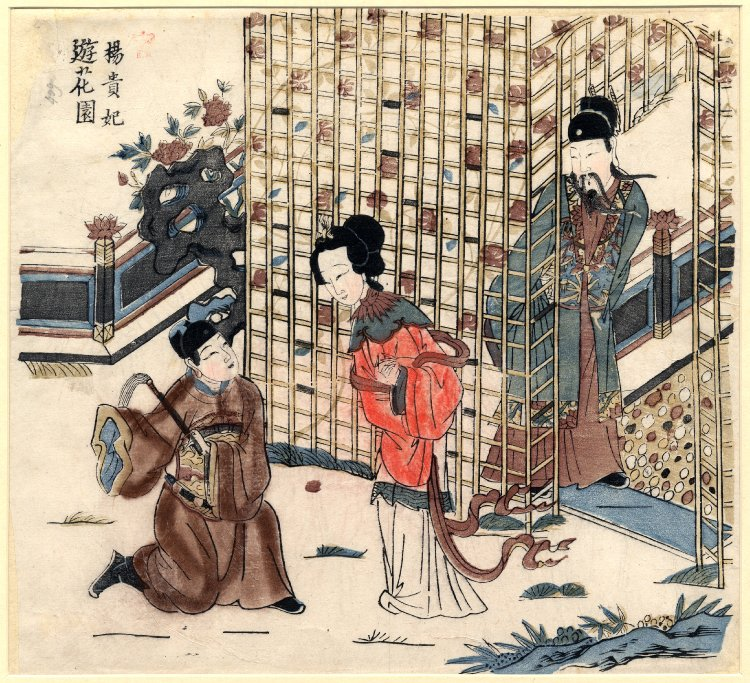
Ян Гуйфей у квітковому саду (картина приблизно 1644–1753)